# 프림로즈힐

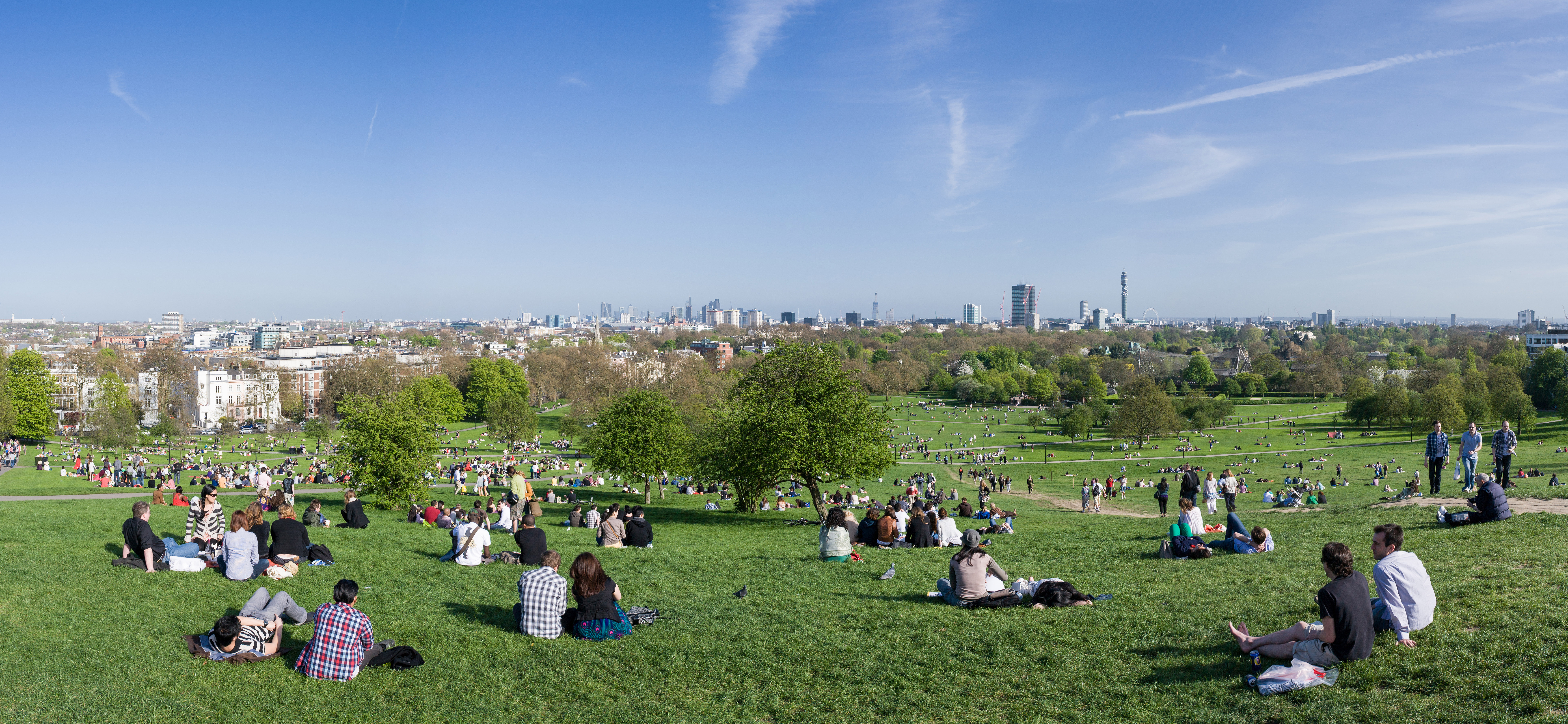
프림로즈힐에서 바라본 센트럴 런던

프림로즈힐(영어: Primrose Hill)은 잉글랜드 런던 캠던구에 있는 해발 256 피트 (78 미터)의 언덕과 그 주변 지역의 명칭이다. 리젠츠 파크의 북쪽에 있으며, 런던 시가지를 조망할 수 있는 곳으로 잘 알려져 있다. 이 지역은 런던에서 가장 비싼 주거 지역 중 하나이며 많은 저명인사의 저택이 있다.